# 고읍역 (양주)
고읍역(Goeup Station, 古邑驛)은 경기도 양주시 고읍동에 건설될 서울 지하철 7호선의 전철역이다. 2027년 완공예정인 역으로, 행정구역상 고읍동에 속하지만 양주 고읍지구 주민들이 역사명을 '고읍역'으로 지칭하며 그에 대한 근거는 국가 철도 사업명인 '도봉~옥정'이다. 해당 역의 위치는 장거리 사거리로, 사업 초반에는 옥정신도시 초입에 역이 건설된 것으로 예정되었으나, 사업이 진행된 과정에서 거리가 단축되어 현재의 위치에 설계됐다.
행정구역상 역사, 출입구 모두 고읍동에 속해있지만 옥정지구 주민들은 '고읍역'으로 역사명을 추진하길 바라고 있다.

## 연혁
- 2027년 12월: 개통 예정

## 승강장
|        |
| 하     |
| ↓ 탑석 |

| ● 서울 지하철 7호선 | 당역 종착 장암·노원역, 상봉(한국열린사이버대학교)·강남구청역, 온수(성공회대입구)·석남역 방면 |